# 연애의 참견
《연애의 참견》은 대한민국의 KBS joy에서 방영중인 토크 연애 버라이어티 예능 프로그램이다.
입쎈 언니들이 다양한 연애 사연에 참견하는 예능 프로그램이며, 사연은 드라마 형식과 카카오톡 등의 증거 형식으로 보여준다.

## 출연자
- 김숙
- 주우재
- 서장훈
- 한혜진
- 곽정은